# Дьенеш, Золтан Пал
Золтан Пал Дьенеш (венг. Zoltán Pál Dienes; 1916—2014) — венгерский математик, психолог и педагог, профессор Шербрукского университета. Автор игрового подхода к развитию детей, идея которого заключается в освоении детьми математики посредством увлекательных логических игр, песен и танцев.

## Биография
Родился в Австро-Венгрии в 1916 году. Родители — Пал и Валерия Дьенеш. Детские годы прошли в Венгрии, Австрии, Италии и Франции. С детства очень увлекался математикой, которой занимался и его отец. В возрасте 16 лет переехал в Великобританию, где закончил Лондонский университет и в 1939 году получил докторскую степень по математике. В дальнейшем, чтобы лучше понимать мыслительные процессы, получил дополнительную степень по психологии.
В 1961 году эмигрировал из Великобритании в Австралию, а затем в 1966 году — в Канаду, где более 10 лет работал директором Центра исследования психо-математики (Centre de Recherche en Psychomathématiques) при Шербрукском университете (Квебек). Его достижением в области психо-математики (психология изучения математики) стала разработка игрового подхода к развитию детей. Его идея заключается в освоении детьми математики посредством увлекательных логических игр, песен и танцев, таким образом, что дети даже могут и не подозревать, что изучают сложные математические концепции. Разработчик «блоков Дьенеша» и других игр и методических материалов по изучению математики.
Основатель международной исследовательской группы по математическому образованию и журнала «Journal of Structural Learning». После выхода на пенсию преподавал неполный рабочий день в департаменте образования Университета Акадия.
Будучи религиозным человеком, в 1952 году стал членом Религиозного общества Друзей (квакеры). Увлекался музыкой, искусством и природой. Свободно владел французским, итальянским, венгерским, немецким и английским языками. Любил активный отдых: пешеходный туризм, лыжные гонки и плавание.
Умер 11 января 2014 года в городе Вулфвилл графства Кингс канадской провинции Новая Шотландия.

## Блоки Дьенеша
Для развития логических, комбинаторных, аналитических способностей детей Дьенеш разработал различные увлекательные логические игры. В своих занятиях он использовал специальные блоки, которые называл «логическими». При помощи их ребёнок мог научиться кодировке (классификации) определённой информации, ребёнок учится разделять блоки по свойствам (цвет, размер, форма, толщина), запоминать и обобщать.
Кроме того, занятия и игры с использованием блоков влияют на развитие детской речи, поскольку во время занятий детям приходится произносить названия геометрических фигур, отвечать на вопросы и выражать свои мысли.
Разработанные в 1960-х годах, блоки Дьенеша популярны во многих странах и применяются до сих пор в различных вариантах исполнения (объёмные, плоскостные) для развития детей и подготовки к школе. Наряду с ними, в систему игровых упражнений для развития элементарных математических представлений у детей дошкольного возраста включаются и другие аналоги: палочки Кюизенера, игры Воскобовича и другие игры.

## Труды
Автор многочисленных статей, образовательных материалов и более 30 книг, включая мемуары «Memoirs of a Maverick Mathematician» (ISBN 1-84426-192-1) и сборник своих стихов «Calls from the Past» (ISBN 1-84426-190-5). Несмотря на свой 90-летний возраст, в 2009 году опубликовал книгу «A Concrete Approach to the Architecture of Mathematics» (University of Auckland, New Zealand).
Некоторые книги и публикации:
- Dienes, Z. P. (1960). Building up mathematics.London: Hutchinson.
- Dienes, Z. P. (1963). An experimental study of mathematics-learning.London: Hutchinson.
- Dienes, Z. P. (1964). The power of mathematics.London: Hutchinson Educational.
- Dienes, Z. P. (1965). Modern mathematics for young children.Harlow, England: ESA Press.
- Dienes, Z. P., & Jeeves, M. A. (1965). Thinking in structures.London: Hutchinson
- Dienes, Z. P., & Golding, E. W. (1966). Exploration of space and practical measurement. New York: Herder and Herder.
- Dienes, Z. P., & Golding, E. W. (1967). Geometry through transformations I: Geometry of distortion. New York: Herder and Herder.
- Dienes, Z. P., & Golding, E. W. (1967). Geometry through transformations II: Geometry of congruence. New York: Herder and Herder.
- Dienes, Z. P., & Golding, E. W. (1967). Geometry through transformations III: Groups and coordinates. New York: Herder and Herder.
- Dienes, Z. P. (1971). An example of the passage from the concrete to the manipulation of formal systems. Educational Studies in Mathematics, 3, 337—352.
- Dienes, Z. P. (1973). Mathematics through the senses, games, dance and art. Windsor, England: The National Foundation for Educational Research.
- Dienes, Z.P. (1987). Lessons involving music, language and mathematics. Journal of Mathematical Behavior, 6, 171—181.
- Dienes, Z. P. (1999). Getting to know the rotations of the cube. New Zealand Mathematics Magazine, 36(3),14-27.
- Dienes, Z. P. (2000a). Logic axioms. New Zealand Mathematics Magazine, 37(1), 21-35.
- Dienes, Z. P. (2000b). The theory of the six stages of learning with integers. Mathematics in School, 29, 27-33.
- Dienes, Z. P. (2001a). Circular villages (Part 1).New Zealand Mathematics Magazine, 38(1), 23-28.
- Dienes, Z. P. (2001b). Circular villages (Part 2). New Zealand Mathematics Magazine, 38(2), 25-33.
- Dienes, Z. P. (2003). Memoirs of a maverick mathematician (2nd ed.). Leicester, England: Upfront. ISBN 1-84426-192-1
- Dienes, Z. P. (2003). I Will Tell You Algebra Stories You’ve Never Heard Before. Leicester, England: Upfront Publishing Ltd. ISBN 1-84426-191-3
- Dienes, Z. P. (2004a). Points, lines and spaces. New Zealand Mathematics Magazine, 41(3), 33-42.
- Dienes, Z. P. (2004b). Six stages with rational numbers. New Zealand Mathematics Magazine, 41(2), 44-53.
- Dienes, Z. P. (2009). A Concrete Approach to the Architecture of Mathematics. University of Auckland, New Zealand.

## Награды и звания
Почётный доктор Университета Кан Нижняя Нормандия (Франция), Сиенского университета (Италия), факультета повышения квалификации и обучения персонала Университета Печа (Венгрия, 24 апреля 2010), Университета Маунт Эллисон (Канада), Эксетерского университета (Великобритания).
В 2003 году за выдающийся вклад в математическое образование назначен чрезвычайным членом канадской исследовательской группы по математическому образованию.

## Семья
В 1938 году женился на своей подруге детства Тессе Кук (Tessa Cooke), с которой вместе прожили 68 лет до её смерти в 2006 году. Пять детей и 14 внуков.

## Оценки и мнения
Профессор Майкл Томас:

Имя Золтана Дьенеша стоит в одном ряду с Жаном Пиаже и Джеромом Брунером в качестве легендарной личности, чьи теории обучения оставили неизгладимое впечатление в области математического образования.
Оригинальный текст (англ.)The name of Zoltan P. Dienes stands with those of Jean Piaget and Jerome Bruner as a legendary figure whose theories of learning have left a lasting impression on the field of mathematics education.